# یوتی‌سی ۵:۰۰+

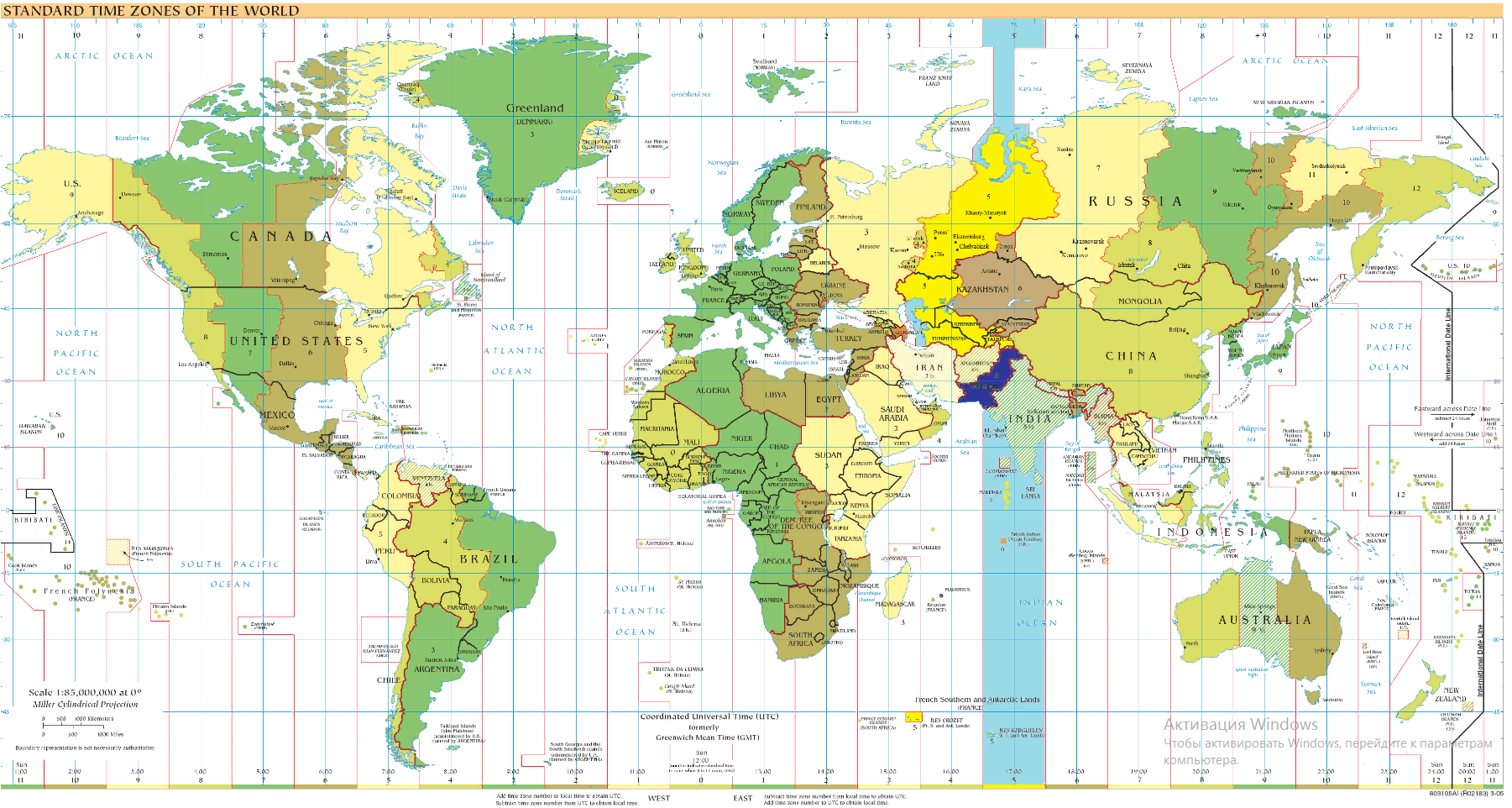
UTC+۰۵ ۲۰۱۰: آبی (دسامبر), نارنجی (ژوئن), زرد (تمام سال), آبی روشن - محدوده دریا

هم‌اکنون زمان‌بندی گرینویچ به علاوه ۵:۰۰+ (به انگلیسی: UTC+5:00) برای اندازه‌گیری زمان کاربرد دارد.

## زمان استاندارد در تمام سال

### مرکز آسیا
- قزاقستان
  - بخش غربی - استان اکتوب، استان آتیرائو، استان مانغیستاو، استان‌های غربی قزاقستان
- تاجیکستان
- ازبکستان
- ترکمنستان

### آسیا جنوبی
- پاکستان

### اقیانوس هند
- استرالیا - جزیره هرد و جزایر مک‌دونالد
- فرانسه - سرزمین‌های جنوبی و جنوبگانی فرانسه
- مالدیو

## وقت تابستانی نیمکره شمالی
- ارمنستان
- جمهوری آذربایجان